# 梅陶厄塔爾

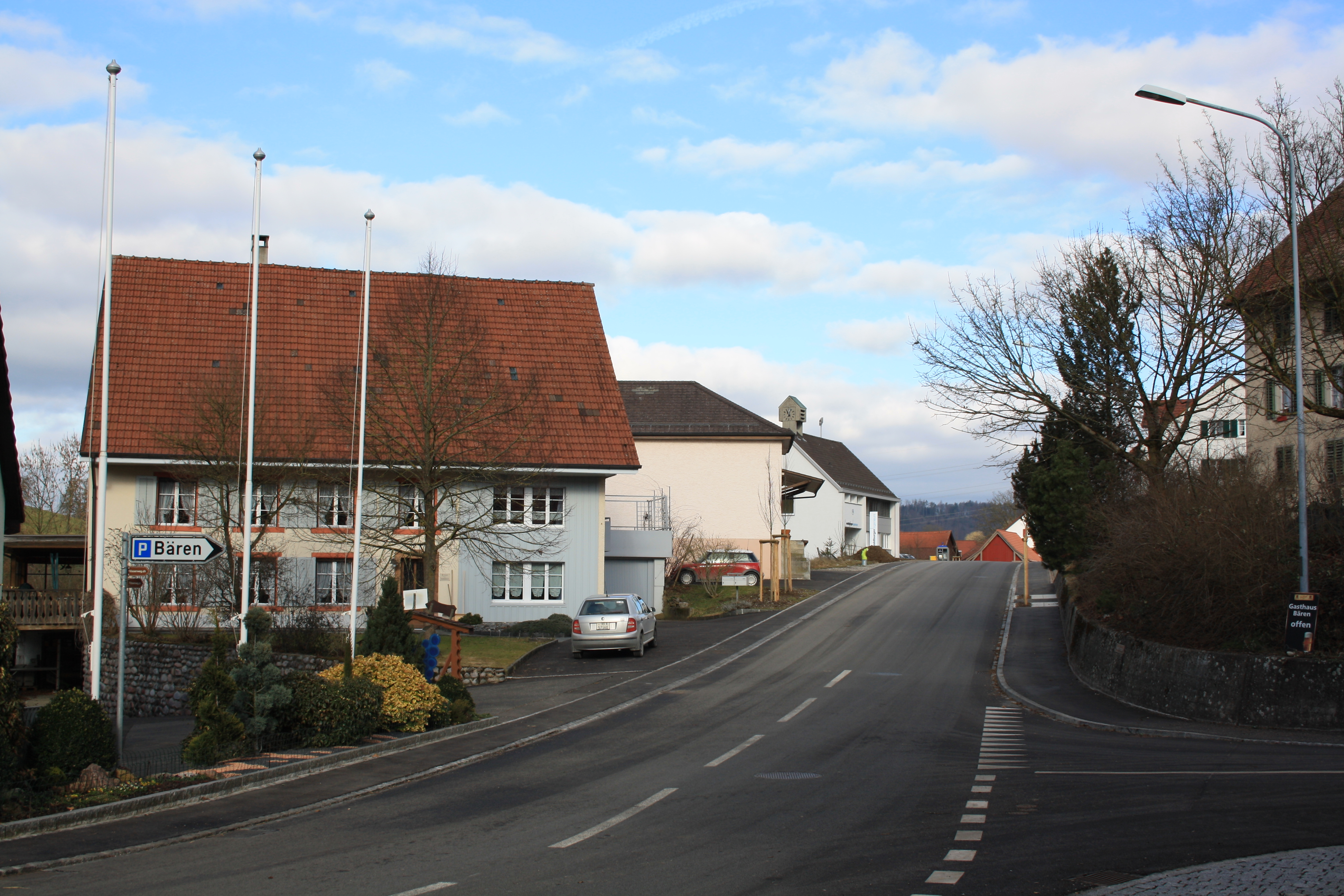

梅陶厄塔爾是瑞士的城鎮，位於該國北部，由阿爾高州負責管轄，面積21.59平方公里，海拔高度381米，2012年人口1,910，六成人口信奉羅馬天主教，人口密度每平方公里88人。